# Великий Растоваць
Великий Растоваць (хорв. Veliki Rastovac) — населений пункт у Хорватії, у Вировитицько-Подравській жупанії у складі громади Црнаць.

## Населення
Населення за даними перепису 2011 року становило 238 осіб.
Динаміка чисельності населення поселення:

## Клімат
Середня річна температура становить 11,20 °C, середня максимальна – 25,69 °C, а середня мінімальна – -6,07 °C. Середня річна кількість опадів – 701 мм.
| Клімат поселення                              | Клімат поселення | Клімат поселення | Клімат поселення | Клімат поселення | Клімат поселення | Клімат поселення | Клімат поселення | Клімат поселення | Клімат поселення | Клімат поселення | Клімат поселення | Клімат поселення | Клімат поселення |
| Показник                                      | Січ.             | Лют.             | Бер.             | Квіт.            | Трав.            | Черв.            | Лип.             | Серп.            | Вер.             | Жовт.            | Лист.            | Груд.            |                  |
| Середній максимум, °C                         | 5,78             | 8,08             | 12,74            | 17,34            | 22,66            | 25,69            | 25,15            | 24,66            | 20,42            | 15,10            | 9,31             | 5,23             |                  |
| Середня температура, °C                       | −0,1             | 2,20             | 6,82             | 11,40            | 16,75            | 19,80            | 21,42            | 20,94            | 16,70            | 11,40            | 5,60             | 1,50             |                  |
| Середній мінімум, °C                          | −6,07            | −3,69            | 0,90             | 5,51             | 10,83            | 13,90            | 17,72            | 17,23            | 13,00            | 7,67             | 1,88             | −2,2             |                  |
| Норма опадів, мм                              | 43               | 39               | 42               | 54               | 67               | 89               | 64               | 65               | 54               | 60               | 70               | 54               |                  |
| Середньомісячна швидкість вітру, м/с          | 2.20             | 2.48             | 2.76             | 2.68             | 2.36             | 2.20             | 2.10             | 1.90             | 1.90             | 2.00             | 2.15             | 2.27             |                  |
| Середньомісячна сонячна радіація, кДж/м²·день | 4155             | 6869             | 10775            | 15285            | 19312            | 21355            | 22174            | 20052            | 14805            | 9132             | 4663             | 3500             |                  |
| --------------------------------------------- | ---------------- | ---------------- | ---------------- | ---------------- | ---------------- | ---------------- | ---------------- | ---------------- | ---------------- | ---------------- | ---------------- | ---------------- | ---------------- |
| Джерело:                                      |                  |                  |                  |                  |                  |                  |                  |                  |                  |                  |                  |                  |                  |